# Abdulah Sidran
Abdulah Sidran, född 2 oktober 1944 i Sarajevo, död 23 mars 2024 i Sarajevo, var en bosnisk författare.

## Biografi
Sidran har bland annat skrivit filmmanus till filmerna Sjećaš li se, Dolly Bell, 1981 (Kommer du ihåg Dolly Bell?) och Otac na službenom putu, 1985 (När pappa var borta) som har regisserats av Emir Kusturica, samt manus till filmer som regisserats av Ademir Kenović.

### På svenska
- Sidran, Abdulah (1999). Varför sjunker Venedig: Zašto tone Venecija. Översättning: Sven Gustavsson. Glas BiH. Libris 7798432. ISBN 91-972858-2-X

### Övrigt
- 1989 –  (på serbiska) Bolest od duše. Nikšić: NIO "Univerzitetska riječ". Libris 7346523. ISBN 86-427-0007-6
- 1995 –  (på bosniska) Planeta Sarajevo. Biblioteka Vatan. Stockholm: Glas BiH. Libris 9681040
- 2012 –  (på bosniska) Otkup sirove kože. Biblioteka Književne nauke, umetnost i kultura.. Beograd: Lužbeni glasnik. Libris 14216095. ISBN 978-86-519-1113-5
- 2015 – Sidran, Abdulah.; Sidran Tarik. (på bosniska). Oranje mora: svakodnevni zapisi.. Biblioteka Memorija. Sarajevo: Buybook. Libris 19701340. ISBN 9789958302756